# Людвіг фон Бенедек
Людвіг (Лайош) Август Лицар фон Бенедек (нім. Ludwig von Benedek, угор. Benedek Lajos) — військовий діяч Австрійської імперії, з 1859 р. фледцейхмайстер Австрійської армії.

## Біографія
Людвіг фон Бенедек народився 14 липня 1804 р. в м. Шопорн (Західна Угорщина) в сім'ї лікаря.
В 14 років розпочав навчання у Військовій Академії Марії Терезії у Вінер-Нойштадті. 22 жовтня 1822 р. у званні фенріха вирушає на службу в Ц. і К. піхотний полк № 27. З 1 лютого 1825 — молодший лейтенант у Ц. і К. піхотному полку № 47 в Марбурзі (нині Марибор, Словенія). 15 березня 1831 р. підвищений до оберлейтенанта, 20 квітня 1835 р. — гауптмана. Проходить службу в штабі командування австрійських військ у Галичині (м. Львів) де перебуває на посаді ад'ютанта в званні майора. 22 травня 1840 р. отримує чин оберстлейтенанта. У лютому 1846 р. Бенедек бере участь в придушенні польського повстання. Відзначився в боях при Гдові та Вієліску. 25 травня 1846 р. Бенедека нагороджено Кавалерським Хрестом Ордена Леопольда та надано звання почесного громадянина м. Львова. З 17 квітня 1846 р. — оберст, командир Ц. і К. піхотного полку № 33.
У 1848—1849 рр. узяв участь в Австро-італійській війні. За цю військову кампанію Бенедек отримає Командоський Хрест Ордена Леопольда, Хрест Військових Заслуг та Кавалерський Хрест Ордена Марії Терезії (найвища військова нагорода в Австрійській та Австро-Угорській імперіях). Під час Угорського повстання у 1849 р. відзначився в боях при Раабі та Коморні.
З 1850 по 1857 керівник штабу італійської армії фельдмаршала Радецького. 26 жовтня 1952 р. — фельдмаршал-лейтенант. В 1857 р. командир ІІ армійського корпусу (Краків), з 27 березня 1857 р. командир IV армійського корпусу (Львів). У 1859 р. очолює VIII армійський корпус в Італії.

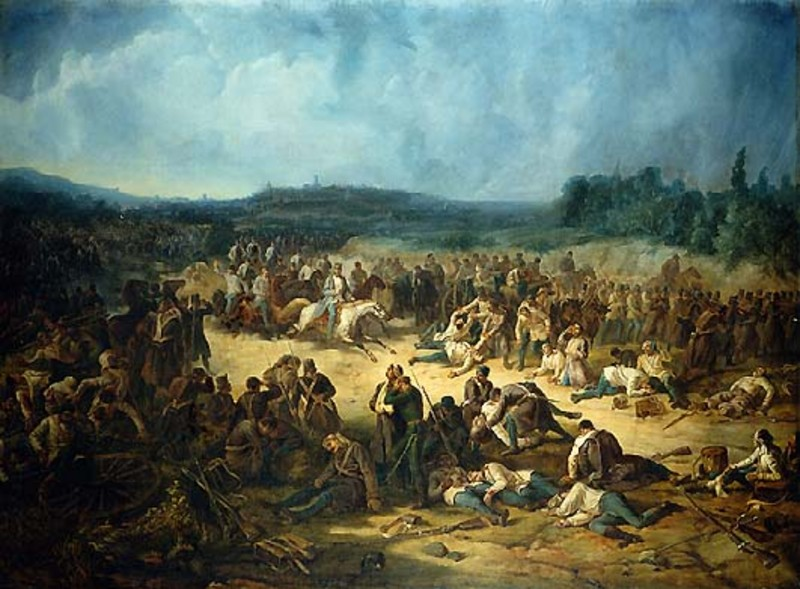
Битва під Сольферіно 1859 р. Жан Анрі Дюнант

З цим корпусом фон Бенедек бере участь у Австро-італо-французькій війні, зокрема відзначається в битві під Сольферіно. Корпус Бенедека вів бої на правому фланзі австрійських військ (якими в цій битві командував сам імператор Франц Йосиф І). Бенедек не лише відбив ворожі атаки, а і перейшов в контр наступ, але поразка решти частини війська змусила його перейти до оборонних дій, щоб прикрити відхід австрійських частин. За битву при Сольферіно Бенедек отримає Командорський Хрест Ордену Марії Терезії.
У 1860-му р. призначений керівником генерального штабу та військовим губернатором і командувачем військами в Угорщині. В кінці цього ж року очолив командування військ в Італії.

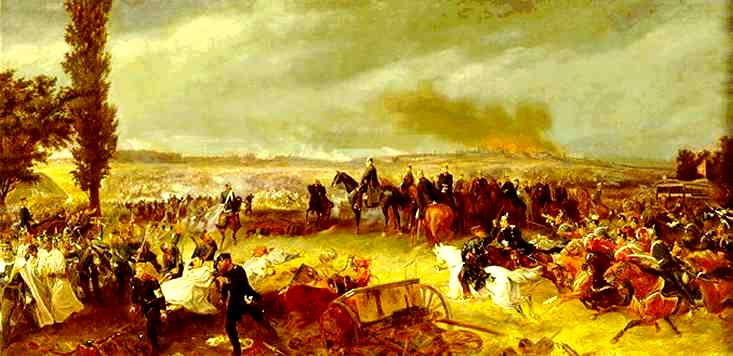
Битва під Кеніггрецом, 1866 р.

У 1866 р. коли загострилась ситуація між Австрією та Пруссією імператорським наказом Бенедека було призначено головнокомандуючим австрійською групою військ на богемському театрі військових дій (з широкими повноваженнями). Сам Бенедек був проти цього призначення, але імператор наполіг. За два дні до битви під Садовою (3 липня 1866 р.) переконував імператора припинити військові дії. Миру досягнуто не було і австрійська армія отримала велику поразку. Після цього Бенедек передав командування Ерцгерцогу Альбрехту, а сам вирушив до Відня. Там його очікував військовий суд. Бенедек, не дивлячись на те, що не вважав себе винним у поразці, визнав свою вину не перекладаючи відповідальність на інших військових керівників.
Пізніше проживав в місті Грац, де і помер у віці 76 років 27 квітня 1881 р. Заповідав себе поховати в цивільному вбранні та без військових почестей.

## Нагороди
| Стрічка | Назва                                    |
|         | Командорський Хрест Ордена Марії Терезії |
|         | Кавалерський Хрест Ордена Марії Терезії  |
|         | Командорський Хрест Ордена Леопольда     |
|         | Кавалерський Хрест Ордена Леопольда      |
|         | Хрест За Військові Заслуги               |
|         | Військова Медаль                         |

## Пам'ять
Зазвичай, коли згадують Бенедека, то йдеться про поразку в Австро-прусській війні. Бенедеку закидають те, що він був поганим стратегом, зате відмінним тактиком. Бенедек мав повагу у військах, оскільки під час воєн командував ними безпосередньо з поля бою. Не рідко сам очолював з'єднання безпосередньо в бою.
Після смерті ім'я Бенедека, як військовика, який програв ключову битву, було реабілітовано. До цього доклав зусиль Ерцгерцог Альбрехт у своїх теоретичних працях з військового мистецтва, зокрема в час війни 1866 р.
Людвіг фон Бенедек був шефом Цісарсько-Королівського ландверного піхотного полку № 28.

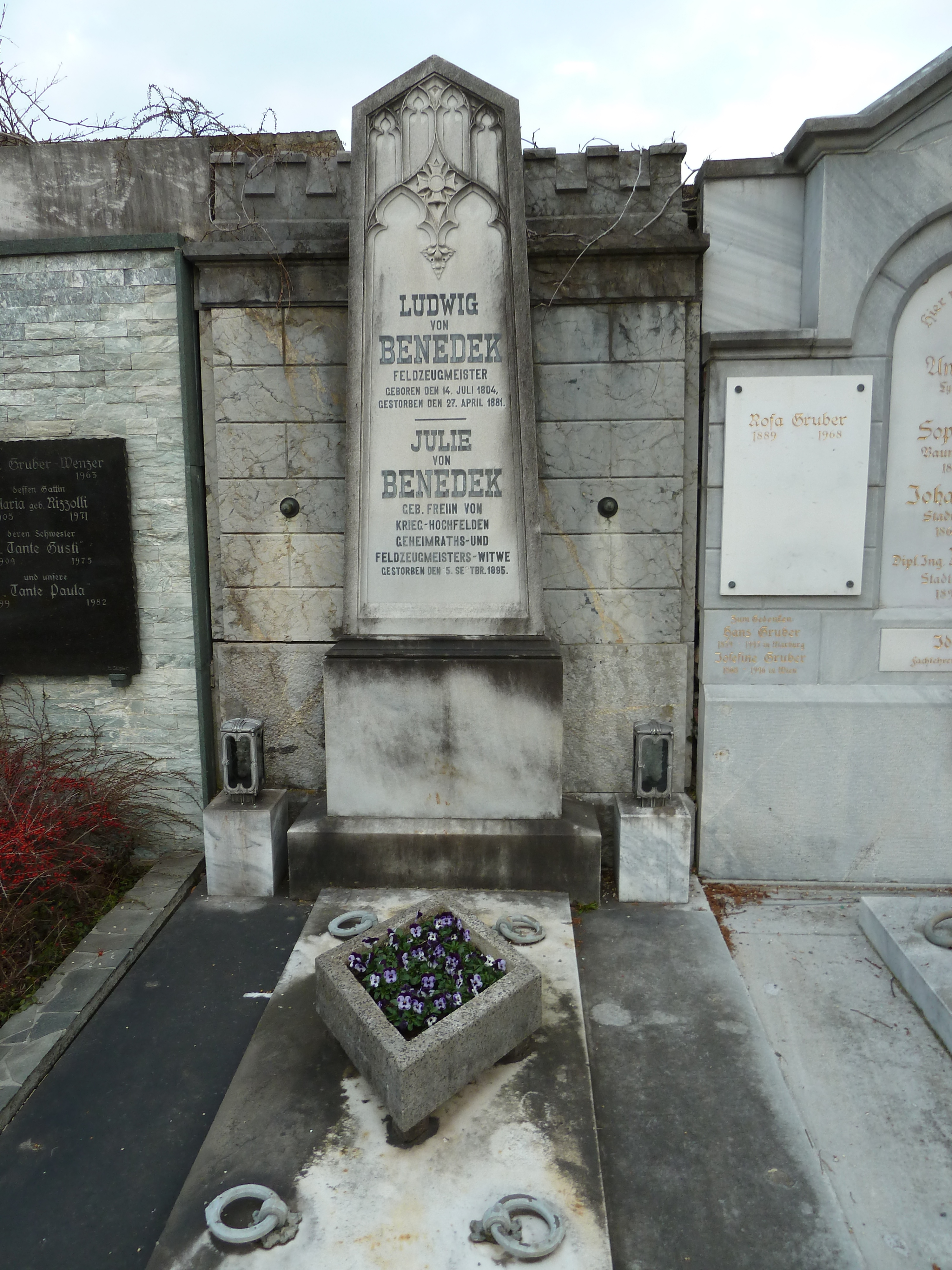
Надгробок на могилі Бенедека.
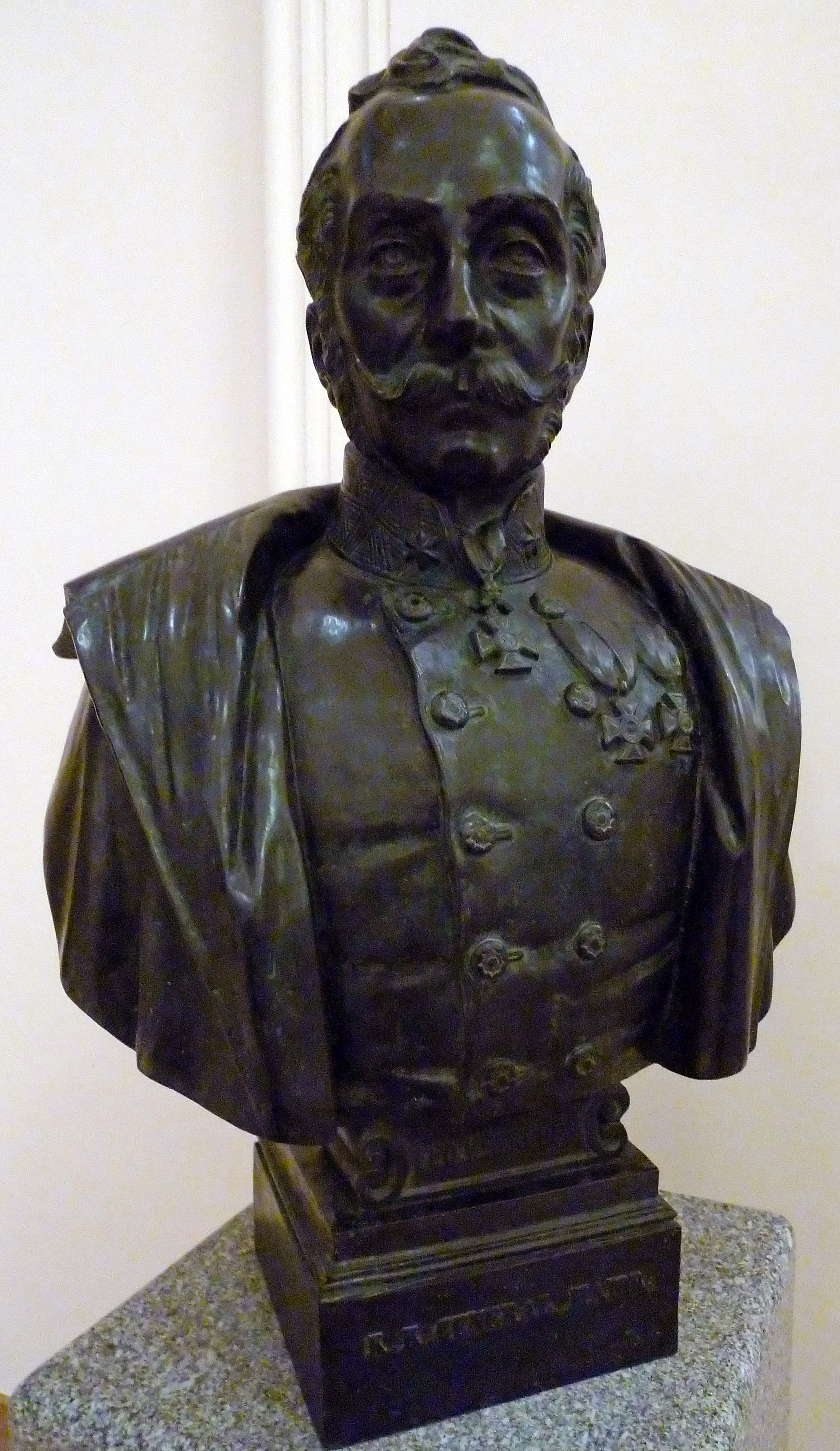
Бюст Бенедека у Військовому музеї Відня.